# Jurij Grigorovskij
Jurij Nikolaevič Grigorovskij (in russo Юрий Николаевич Григоровский?; Mosca, 28 maggio 1939) è un ex pallanuotista sovietico, vincitore di due medaglie d'argento a Città del Messico 1968 e Roma 1960.